# Мартиролог Єроніма
«Мартиро́лог Єроні́ма» (лат. Martyrologium Hieronymianum), або «Мартиро́лог святого Єроні́ма» (лат. Martyrologium sancti Hieronymianum) — давній мартиролог, список християнських мучеників у календарному порядку. Впорядкований латинською мовою близько 362 року. Авторство невідоме; традиція приписує його святому Єроніму, про якого є згадка у вступній частині. Один з найвпливовіших мартирологів середньовіччя. Найдавніший загальний список мучеників, що дійшов до сьогодні. Попередник усіх пізніших західнохристиянських мартирологів.